# Antonivkas järnvägsbro

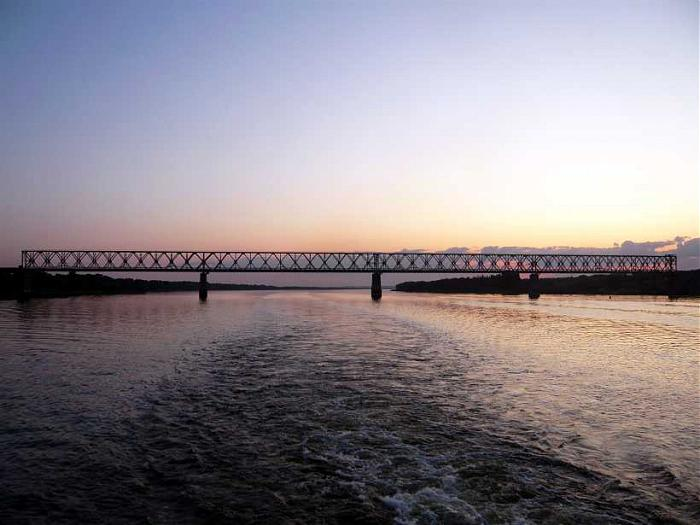

Antonivkas järnvägsbro (ukrainska: Антонівський залізничний міст, Antonivskyj zaliznytjnyj mist), är en broförbindelse i Ukraina över Dnepr. Den ligger sex kilometer norr om Chersons förort Antonivka och är försedd med ett järnvägsspår. Bron ligger sex kilometer uppströms Antonivkas landsvägsbro.
Bron, som är 500 meter lång över floden, invigdes 1954 och förbinder Cherson med Kertj.

## Historik
Bron började byggas 1939. Under andra världskrigets tyska ockupation fortsatte brobyggande med krigsfångar våren 1943 och pågick i åtta månader. Först byggdes en pontonbro, över vilken två linbanor sträcktes. Sedan byggdes en två kilometer lång järnvägsbro på en höjd över vattenytan av tio meter, och med invigning i november 1943.
Bron, som låg något nedströms den nuvarande, vilade på sju armerade betongpelare. Bron stod i 50 dagar och sprängdes inför den ryska offensiven mot Cherson i december 1943.
År 1949 återupptogs arbetena med den ursprungligen påbörjade bron, och den invigdes efter fem års byggande.